# Иностранцы
Иностра́нцы — лица, которые находятся на территории государства, гражданами или подданными которого они не являются.
Из этого общего определения можно выделить две категории граждан:
- Иностранные граждане — те иностранцы, которые имеют доказательства своей принадлежности к гражданству (подданству) другого государства;
- Лица без гражданства — те иностранцы, которые не имеют доказательств своей принадлежности к гражданству (подданству) какого-либо государства[1].

Обычно права иностранцев ограничены, по сравнению с правами граждан: например, для устройства на работу им, как правило, требуется специальное разрешение. Принимающее государство может применить к ним депортацию или высылку.

## Правовой статус иностранцев
Принципы и нормы, которым должно следовать государство в определении правового статуса иностранцев, закреплены в Декларации о правах человека в отношении лиц, не являющихся гражданами страны, в которой они проживают, принятой Генеральной Ассамблеей ООН в 1985 году. Такие нормы предусматривают: права любого государства устанавливать правовой режим иностранцев, учитывая при этом свои международные обязательства; обязанность иностранцев соблюдать законы страны пребывания (жительства), а за их нарушение нести ответственность наравне с гражданами этой страны; недопустимость массовых высылок иностранцев, законно находящихся на территории данной страны (индивидуальная высылка возможна только по закону); право иностранных граждан на защиту государства своего гражданства (для того, чтобы иностранный гражданин мог пользоваться своими правами, ему должен быть предоставлен свободный доступ в дипломатические представительства и консульские учреждения государства его гражданства). Законно находящийся в стране иностранец имеет право свободного передвижения по территории страны, за исключением посещения режимных территорий, предприятий и (или) объектов и закрытых административно-территориальных образований, для въезда в которые в соответствии с законодательством требуется разрешение.
Как правило, при задержке в стране пребывания на срок более трёх дней (за исключением праздничных и выходных) иностранцам требуется регистрация (оформление временного пребывания). Если срок нахождения составляет более девяносто суток — иностранцу оформляется в установленном порядке разрешение на временное проживание. При наличии установленных законодательством страны обстоятельств иностранец может быть оставлен на постоянное проживание с оформлением вида на жительство.

## Правовой режим иностранцев
Правовой режим иностранцев — совокупность прав и обязанностей иностранных граждан и лиц без гражданства, установленных национальным законодательством и международными договорами страны пребывания.
Существует несколько видов режимов:
- режим национального пребывания (национальный режим) — предоставление иностранным гражданам такого объема прав, свобод и обязанностей, которым пользуются граждане данного государства. В соответствии с Конституциями большинства государств иностранные граждане и лица без гражданства пользуются правами и несут обязанности наравне с гражданами;
- преференциальный режим — особый льготный экономический режим, предоставляемый одним государством гражданам другого без распространения на третьи страны;
- режим наибольшего благоприятствования — предоставление гражданам каждой из договаривающихся стран такого режима, которым пользуются граждане третьего государства и который является наиболее благоприятным;
- режим реторсий — ответные, ограничивающие права и свободы иностранных граждан меры, принимаемые государством в ответ на дискриминационные меры другого государства;
- привилегированный режим — связан с режимом капитуляций, по которому восточноевропейские государства предоставляли гражданам некоторых европейских государств значительно большие права, чем своим собственным[4].